# Toulcovka

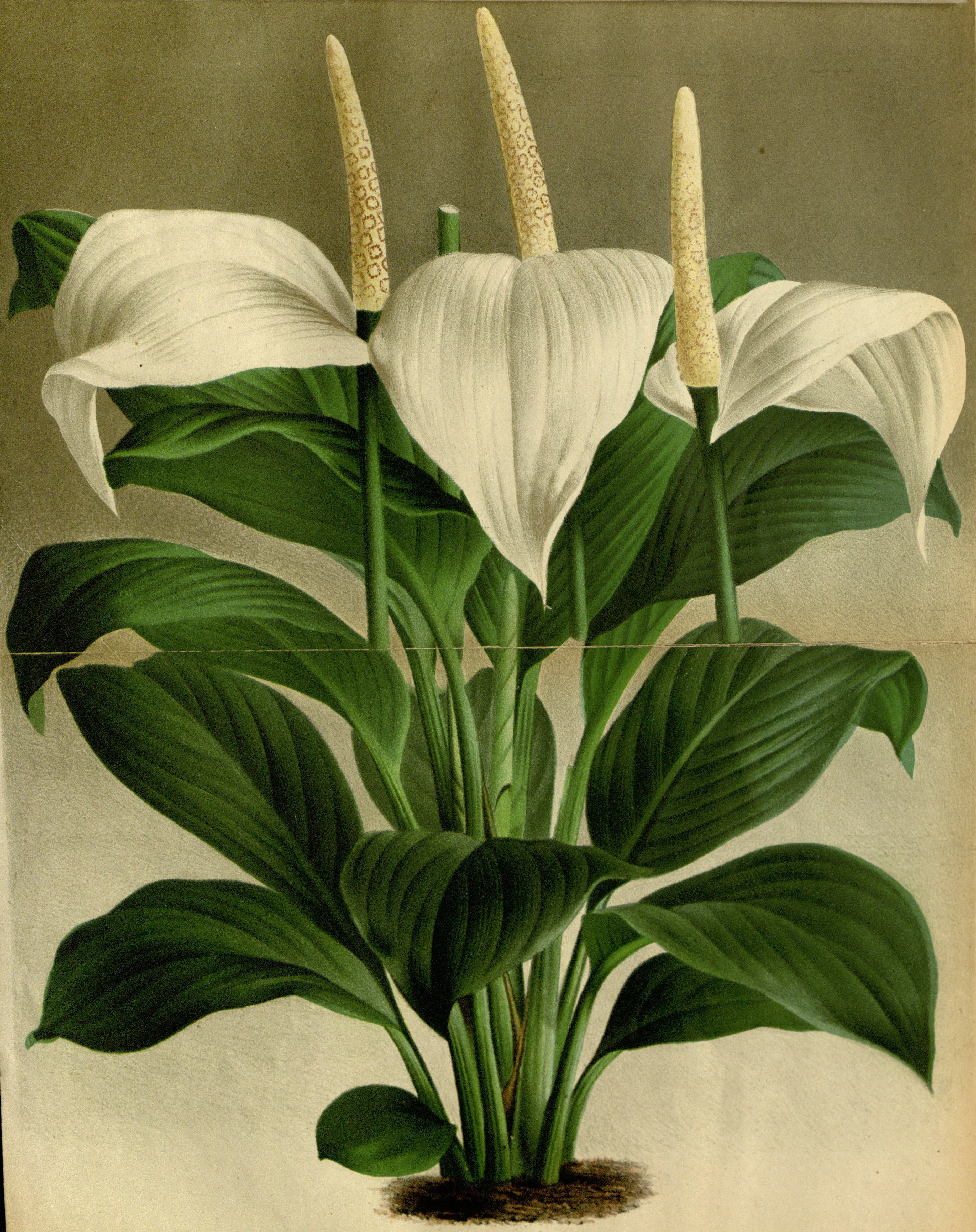
Toulcovka dosnolistá na ilustraci z roku 1877

Toulcovka (Spathiphyllum), česky též lopatkovec nebo spatifylum, je rod rostlin z čeledi árónovité (Araceae). Jsou to nezatahující vytrvalé byliny s bílými nebo zelenými květenstvími sestávajícími z palice podepřené toulcem. Plodem je bobule.
Rod zahrnuje asi 50 druhů a je rozšířen převážně v tropické Americe, v menší míře také v jihovýchodní Asii a Papuasii. Toulcovky jsou oblíbené a nenáročné pokojové rostliny. Pěstují se komerčně ve velkém měřítku a v celé řadě forem a kultivarů, často nejasného původu.

## Popis
Toulcovky jsou pozemní byliny, dorůstající výšky 20 až 120 cm. Často tvoří trsy nebo porosty. Stonek je silně zkrácený, obvykle vodorovný a nadzemní, na spodní straně hojně kořenující. Listy jsou vzpřímené, četné, dlouze řapíkaté, celokrajné. Květenstvím je přímá, válcovitá nebo řidčeji elipsoidní, přisedlá až dlouze stopkatá palice, podepřená bílým nebo zeleným, plochým až lžicovitým toulcem, délkou přesahujícím palici. Květy jsou oboupohlavné. Okvětí je složeno ze 4 až 7 bílých nebo zelených okvětních plátků, u některých druhů srostlých do miskovitého útvaru. Počet tyčinek odpovídá počtu okvětních lístků. Semeník obsahuje 3 nebo řidčeji jen 2 komůrky, v nichž je po 1 až 8 vajíčkách. Plodem je téměř suchá, několikasemenná bobule.

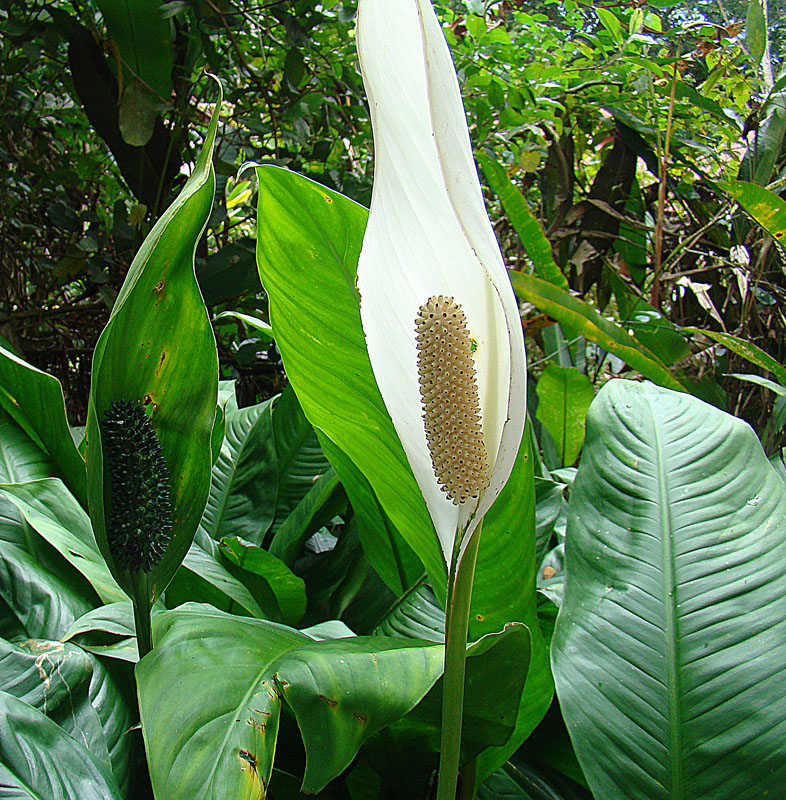
Robustní druh S. friedrichsthalii
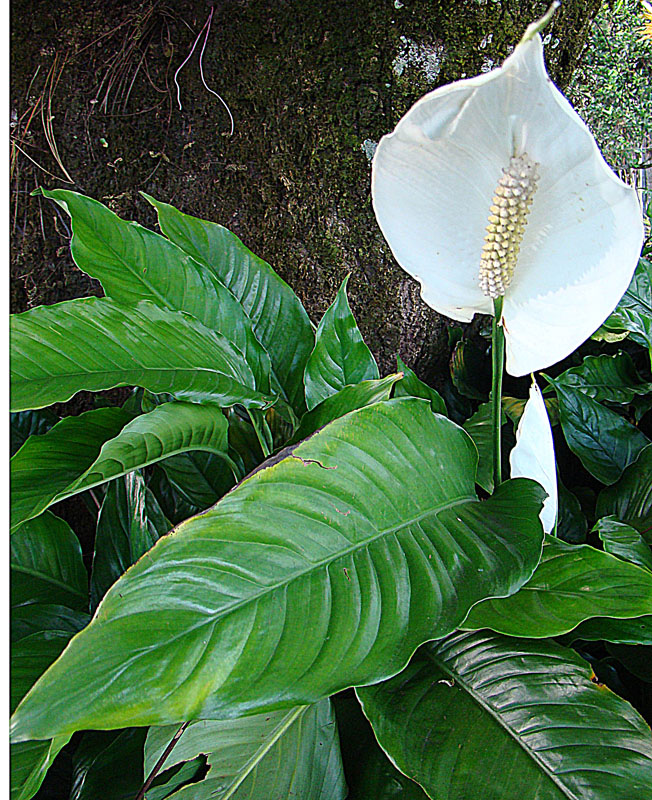
Kvetoucí S. montanum
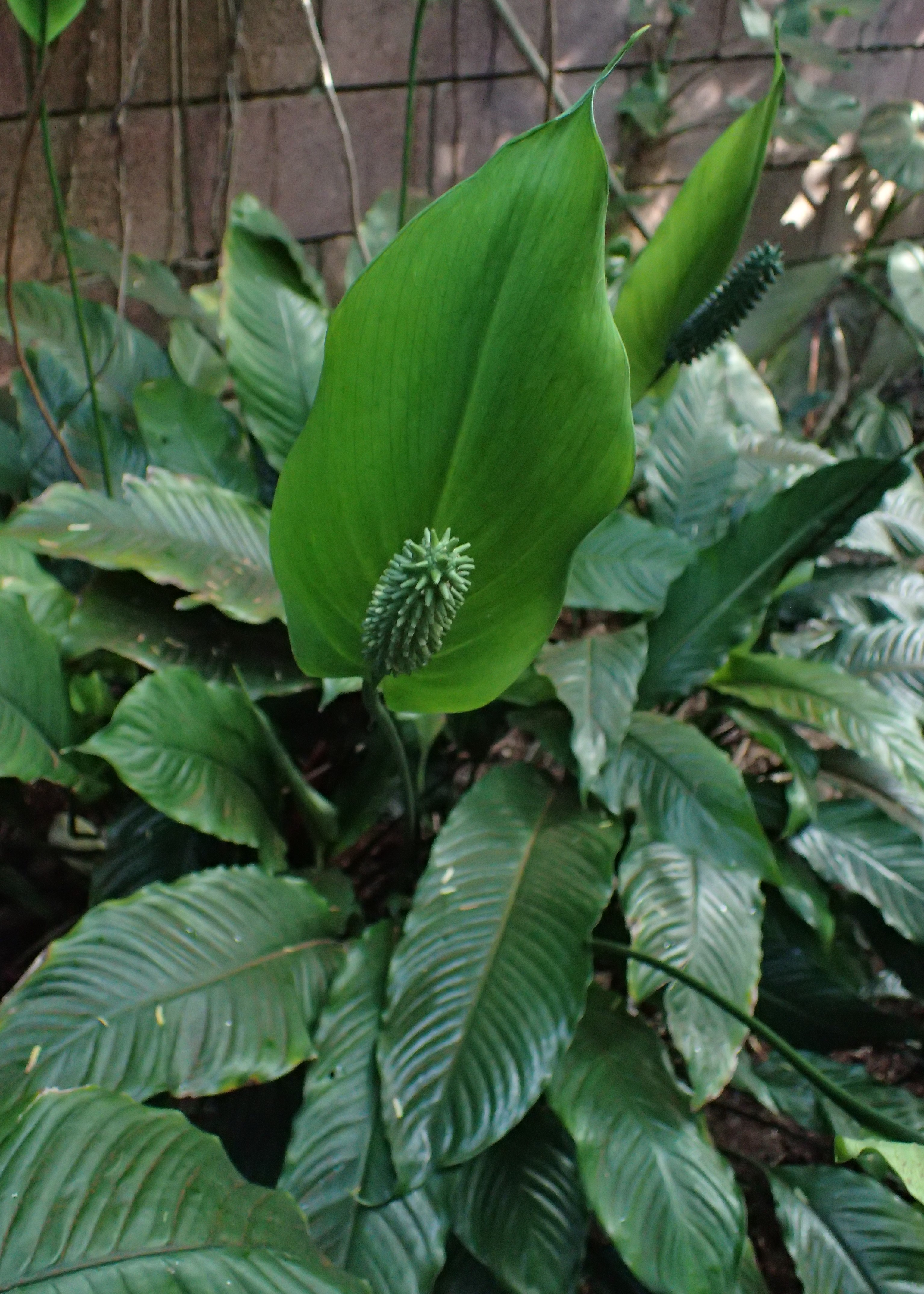
Odkvetlé S. blandum
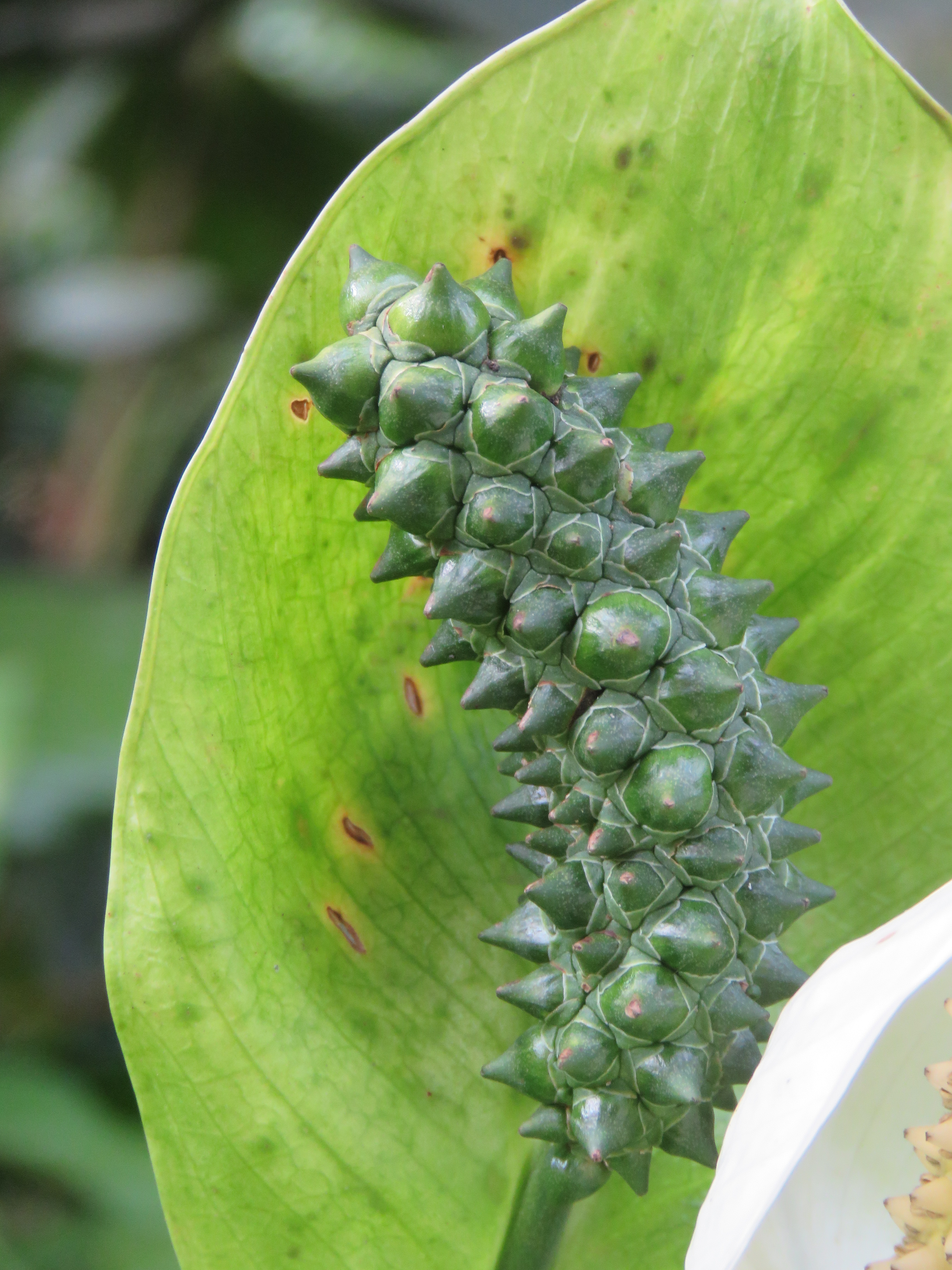
Plodenství toulcovky kolumbijské

## Rozšíření
Rod toulcovka zahrnuje asi 50 druhů. Je rozšířen v tropické Americe, jihovýchodní Asii a Papuasii. Převážná většina druhů pochází z tropické Ameriky, kde areál rodu sahá od středního Mexika po Peru a Brazílii. Z Asie jsou uváděny 3 druhy. Druh Spathiphyllum commutatum je rozšířen na východních souostrovích jihovýchodní Asie (Filipíny, Moluky, Sulawesi) a ostrovech v okolí Nové Guineje (Bismarckovo souostroví, Šalomounovy ostrovy, Karolíny), S. solomonense roste na Šalomounových ostrovech, S. schlechteri na jihovýchodě Nové Guineje.
Toulcovky rostou především v podrostu nížinných tropických deštných lesů, některé však vystupují i do vyšších nadmořských výšek až okolo 1300 metrů. Často rostou na vlhkých stanovištích podél vodních toků.

## Jedovatost
Toulcovky obsahují podobně jako celá řada jiných árónovitých rostlin (z pokojových zejména difenbachie) v pletivech listů, stonků i jiných částí jehlicovité krystaly (rafidy) šťavelanu vápenatého. K otravě dochází nejčastěji u domácích zvířat (kočky ap.) při okusování listů. Otrava se projevuje zejména sliněním a zvracením souvisejícím s podrážděním dutiny ústní a trávicího traktu. Slabší projevy zpravidla odezní samovolně bez trvalejších následků a není nutný zásah veterináře. Je však vhodné umístit rostlinu mimo dosah zvířat. Šťáva z rostliny může při kontaktu s pokožkou způsobit dermatitidu. Při požití rostliny je jako první pomoc doporučováno vypít roztok jedlé sody, na podrážděnou pokožku jej lze také aplikovat zevně.

## Taxonomie
Rod Spathiphyllum je v rámci čeledi Araceae řazen do podčeledi Monsteroideae a tribu Spathiphylleae.

## Zástupci
- toulcovka kolumbijská (Spathiphyllum wallisii)
- toulcovka květnatá (Spathiphyllum floribundum)

## Význam

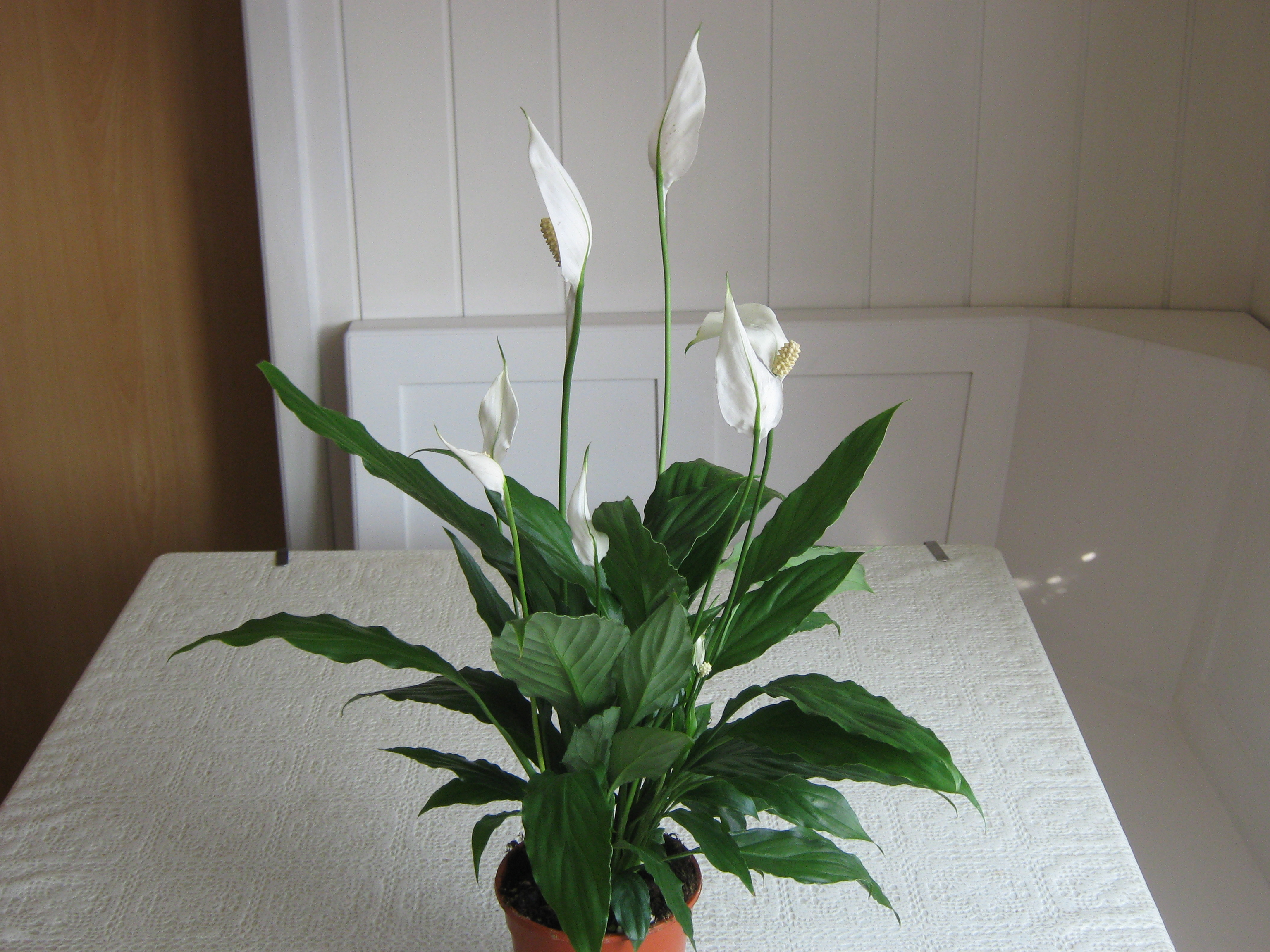
Toulcovka jako pokojová rostlina

Toulcovky se staly oblíbenými pokojovými rostlinami s řadou předností. Jsou nenáročné, ochotně kvetou a snesou i poměrně velký zástin, v němž většina pokojových rostlin již kvete neochotně. Mají pohledné, tmavé olistění, které kontrastuje s bílými květenstvími. Byla také prokázána jejich schopnost čistit ze vzduchu škodlivé chemické látky, jako je formaldehyd, benzen nebo oxid uhelnatý. V kultuře se často objevují názvy toulcovka kolumbijská (S. wallisii) a toulcovka květnatá (S. floribundum), pěstované formy ale vesměs představují hybridogenní rostliny nejasného původu, pocházející z křížení zejména druhů S. wallisii, S. floribundum, S. cannifolium a S. friedrichsthalii. Liší se zejména vzrůstem. Z pojmenovaných kultivarů náleží mezi rozměrnější rostliny např. 'Mauna Loa' a 'Clevelandii', drobný vzrůst má např. 'Petite'. V současnosti jsou toulcovky průmyslově množeny prostřednictvím tkáňových kultur. Květy některých kultivarů příjemně voní.